# دارچین تلخ
دارچین تلخ یک فیلم ایرانی به تهیه‌کنندگی و کارگردانی نیما هاشمی محصول سال ۱۴۰۳ است.

## خلاصه داستان
دارچین تلخ ماجرایی کمدی از زندگی سعید را روایت می‌کند که تا ازدواج با دختر مورد علاقه‌اش فاصله زیادی ندارد اما او در این فاصله باید چالش‌های زیادی را از سر بگذراند.

## بازیگران
- سیاوش خیرابی
- نیما هاشمی
- خشایار راد
- نفیسه روشن
- ساقی زینتی
- احمد ایراندوست
- کریم رجبی
- فرشاد خدایی
- نیما شمس